# Convocazioni al campionato mondiale maschile di pallacanestro 2010

## Gruppo A

### Angola
Allenatore:  Luís Magalhães
| #  | Pos     | Nome               | Anno | Squadra club             |
| -- | ------- | ------------------ | ---- | ------------------------ |
| 7  | Guardia | Domingos Bonifácio | 1984 | Recreativo Libolo        |
| 4  | Guardia | Olímpio Cipriano   | 1982 | Recreativo Libolo        |
| 5  | Guardia | Roberto Fortes     | 1984 | Petróleos Luanda         |
| 9  | Guardia | Vladimir Jerónimo  | 1977 | Primeiro de Agosto       |
| 14 | Guardia | Miguel Lutonda     | 1979 | Primeiro de Agosto       |
| 13 | Ala     | Carlos Almeida     | 1976 | Primeiro de Agosto       |
| 12 | Ala     | Felizardo Ambrósio | 1987 | Primeiro de Agosto       |
| 6  | Ala     | Carlos Morais      | 1985 | Primeiro de Agosto       |
| 8  | Ala     | Leonel Paulo       | 1986 | Recreativo Libolo        |
| 10 | Centro  | Joaquim Gomes      | 1980 | Primeiro de Agosto       |
| 11 | Centro  | Divaldo Mbunga     | 1985 | Montana State University |
| 15 | Centro  | Eduardo Mingas     | 1979 | Primeiro de Agosto       |

### Argentina
Allenatore:  Sergio Hernández
| #  | Pos     | Nome                 | Anno | Squadra club                        |
| -- | ------- | -------------------- | ---- | ----------------------------------- |
| 4  | Ala     | Luis Scola           | 1980 | Houston Rockets                     |
| 5  | Guardia | Pablo Prigioni       | 1977 | Real Madrid                         |
| 6  | Centro  | Román González       | 1978 | Asociación Atlética Quimsa          |
| 7  | Centro  | Fabricio Oberto      | 1975 | Washington Wizards                  |
| 8  | Centro  | Juan Pedro Gutiérrez | 1983 | Obras Sanitarias                    |
| 9  | Guardia | Luis Cequeira        | 1985 | Obras Sanitarias                    |
| 10 | Guardia | Carlos Delfino       | 1982 | Milwaukee Bucks                     |
| 11 | Guardia | Paolo Quinteros      | 1979 | CAI Zaragoza                        |
| 12 | Ala     | Leo Gutiérrez        | 1978 | Club Atlético Peñarol Mar del Plata |
| 13 | Ala     | Marcos Mata          | 1986 | Club Atlético Peñarol Mar del Plata |
| 14 | Guardia | Hernán Jasen         | 1978 | Asefa Estudiantes                   |
| 15 | Ala     | Federico Kammerichs  | 1980 | Regatas                             |

### Australia
Allenatore:  Brett Brown
| #  | Pos     | Nome             | Anno | Squadra club           |
| -- | ------- | ---------------- | ---- | ---------------------- |
| 6  | Guardia | Adam Gibson      | 1986 | Gold Coast Blaze       |
| 9  | Guardia | Steven Marković  | 1985 | Stella Rossa Belgrado  |
| 4  | Guardia | Damian Martin    | 1984 | Perth Wildcats         |
| 5  | Guardia | Patty Mills      | 1988 | Portland Trail Blazers |
| 8  | Guardia | Brad Newley      | 1985 | Lietuvos Rytas         |
| 13 | Ala     | David Andersen   | 1980 | Toronto Raptors        |
| 10 | Ala     | David Barlow     | 1983 | CAI Zaragoza           |
| 7  | Ala     | Joe Ingles       | 1987 | CB Granada             |
| 11 | Ala     | Mark Worthington | 1983 | Brose Baskets          |
| 14 | Ala     | Matt Nielsen     | 1978 | Olympiakos             |
| 12 | Centro  | Aron Baynes      | 1986 | EWE Baskets            |
| 15 | Centro  | Aleks Marić      | 1984 | Panathīnaïkos          |

### Germania
Allenatore:  Dirk Bauermann
| #  | Pos     | Nome               | Anno | Squadra club          |
| -- | ------- | ------------------ | ---- | --------------------- |
| 10 | Guardia | Demond Greene      | 1979 | Bayern Monaco         |
| 9  | Guardia | Steffen Hamann     | 1981 | Bayern Monaco         |
| 5  | Guardia | Heiko Schaffartzik | 1984 | Türk Telekom B.K.     |
| 4  | Guardia | Lucca Staiger      | 1988 | ALBA Berlino          |
| 6  | Guardia | Per Günther        | 1988 | Ratiopharm Ulm        |
| 14 | Ala     | Robin Benzing      | 1989 | Ratiopharm Ulm        |
| 12 | Ala     | Elias Harris       | 1989 | Gonzaga University    |
| 15 | Ala     | Jan Jagla          | 1981 | Prokom Gdynia         |
| 13 | Ala     | Philipp Schwethelm | 1989 | Eisbären Bremerhaven  |
| 7  | Centro  | Tim Ohlbrecht      | 1988 | Telekom Baskets Bonn  |
| 11 | Centro  | Tibor Pleiß        | 1989 | Brose Baskets         |
| 8  | Centro  | Chris McNaughton   | 1982 | EWE Baskets Oldenburg |

### Serbia
Allenatore:  Dušan Ivković
| #  | Pos     | Nome               | Anno | Squadra club               |
| -- | ------- | ------------------ | ---- | -------------------------- |
| 9  | Guardia | Stefan Marković    | 1988 | Benetton Treviso           |
| 7  | Guardia | Ivan Paunić        | 1987 | Aris Salonicco             |
| 6  | Guardia | Aleksandar Rašić   | 1984 | Partizan Belgrado          |
| 4  | Guardia | Miloš Teodosić     | 1987 | Olympiakos                 |
| 5  | Guardia | Milenko Tepić      | 1987 | Panathīnaïkos              |
| 8  | Ala     | Nemanja Bjelica    | 1988 | Caja Laboral               |
| 11 | Ala     | Marko Kešelj       | 1988 | Olympiakos                 |
| 15 | Ala     | Milan Mačvan       | 1989 | Hemofarm Vršac             |
| 10 | Ala     | Duško Savanović    | 1983 | Power Electronics Valencia |
| 14 | Ala     | Novica Veličković  | 1986 | Real Madrid                |
| 13 | Centro  | Kosta Perović      | 1985 | Regal FC Barcelona         |
| 12 | Centro  | Miroslav Raduljica | 1988 | Efes Pilsen                |

### Giordania
Allenatore:  Mário Palma
| #  | Pos     | Nome             | Anno | Squadra club               |
| -- | ------- | ---------------- | ---- | -------------------------- |
| 4  | Guardia | Fadel al-Najjar  | 1985 | Applied Science University |
| 5  | Guardia | Rasheim Wright   | 1981 | Zain                       |
| 6  | Guardia | Zaid Abbas       | 1983 | Shanghai Sharks            |
| 7  | Guardia | Mousa al-Awadi   | 1985 | Zain                       |
| 8  | Ala     | Mohammad Hadrab  | 1984 | Zain                       |
| 9  | Ala     | Enver Soobzokov  | 1978 | Zain                       |
| 10 | Guardia | Osama Daghles    | 1979 | Zain                       |
| 11 | Guardia | Wesam al-Sous    | 1983 | Aramex                     |
| 12 | Ala     | Ali Jamal Zaghab | 1981 | Zain                       |
| 13 | Centro  | Zaid al-Khas     | 1976 | Zain                       |
| 14 | Centro  | Mohammad Hussein | 1990 | ??                         |
| 15 | Centro  | Ayman Idais      | 1978 | Orthodox                   |

## Gruppo B

### Brasile
Allenatore:  Rubén Magnano
| #  | Pos     | Nome                 | Anno | Squadra club         |
| -- | ------- | -------------------- | ---- | -------------------- |
| 4  | Ala     | Marcelinho           | 1975 | Flamengo             |
| 5  | Guardia | Nezinho              | 1985 | Universo de Brasília |
| 6  | Centro  | Murilo Becker        | 1984 | São José             |
| 7  | Guardia | Raul Neto            | 1992 | Minas                |
| 8  | Guardia | Alex Garcia          | 1980 | Universo de Brasília |
| 9  | Guardia | Marcelinho Huertas   | 1983 | Caja Laboral         |
| 10 | Guardia | Leandrinho           | 1982 | Toronto Raptors      |
| 11 | Ala     | Anderson Varejão     | 1982 | Cleveland Cavaliers  |
| 12 | Ala     | Guilherme Giovannoni | 1980 | Universo de Brasília |
| 13 | Centro  | João Paulo           | 1981 | Le Mans              |
| 14 | Ala     | Marquinhos           | 1984 | EC Pinheiros         |
| 15 | Centro  | Tiago Splitter       | 1985 | San Antonio Spurs    |

### Croazia
Allenatore:  Josip Vranković
| #  | Pos     | Nome             | Anno | Squadra club          |
| -- | ------- | ---------------- | ---- | --------------------- |
| 5  | Guardia | Davor Kus        | 1978 | Benetton Treviso      |
| 10 | Guardia | Zoran Planinić   | 1982 | CSKA Moscow           |
| 6  | Guardia | Marko Popović    | 1982 | UNICS Kazan'          |
| 8  | Guardia | Rok Stipčević    | 1986 | KK Zadar              |
| 4  | Guardia | Roko Ukić        | 1984 | Fenerbahçe Ülker      |
| 13 | Ala     | Marko Banić      | 1984 | Bizkaia Bilbao Basket |
| 7  | Ala     | Bojan Bogdanović | 1989 | KK Cibona             |
| 9  | Ala     | Marko Tomas      | 1985 | Fenerbahçe Ülker      |
| 12 | Centro  | Krešimir Lončar  | 1983 | UNICS Kazan'          |
| 15 | Ala     | Lukša Andrić     | 1985 | Galatasaray S.K.B.    |
| 11 | Centro  | Ante Tomić       | 1987 | Real Madrid           |
| 14 | Centro  | Luka Žorić       | 1984 | KK Zagreb             |

### Iran
Allenatore:  Veselin Matić
| #  | Pos     | Nome                 | Anno | Squadra club           |
| -- | ------- | -------------------- | ---- | ---------------------- |
| 9  | Guardia | Iman Zandi           | 1981 | Louleh a.s Bond Shiraz |
| 14 | Guardia | Saeid Davarpanah     | 1987 | Petrochimi Bandar Imam |
| 5  | Guardia | Aren Davoudi         | 1986 | Zob Ahan Isfahan       |
| 6  | Guardia | Javad Davari         | 1983 | Petrochimi Bandar Imam |
| 7  | Guardia | Mehdi Kamrani        | 1982 | Mahram Tehran          |
| 8  | Guardia | Saman Veisi          | 1981 | Shahrdari Gorgan       |
| 12 | Ala     | Arsalan Kazemi       | 1990 | Rice University        |
| 11 | Ala     | Oshin Sahakian       | 1986 | Zob Ahan Isfahan       |
| 10 | Ala     | Mohammad Hassanzadeh | 1990 | Saba Mehr Qazvin       |
| 15 | Centro  | Hamed Haddadi        | 1985 | Memphis Grizzlies      |
| 13 | Centro  | Asghar Kardoust      | 1986 | Azad University Tehran |
| 4  | Centro  | Mousa Nabipour       | 1983 | Azad University Tehran |

### Slovenia
Allenatore:  Memi Bečirovič
| #  | Pos     | Nome            | Anno | Squadra club        |
| -- | ------- | --------------- | ---- | ------------------- |
| 7  | Guardia | Sani Bečirovič  | 1981 | Armani Jeans Milano |
| 11 | Guardia | Goran Dragić    | 1986 | Phoenix Suns        |
| 8  | Guardia | Jaka Klobučar   | 1987 | Partizan Belgrado   |
| 5  | Guardia | Jaka Lakovič    | 1978 | Regal FC Barcelona  |
| 6  | Guardia | Samo Udrih      | 1979 | KK Cibona           |
| 9  | Ala     | Hasan Rizvić    | 1984 | Union Olimpija      |
| 12 | Ala     | Goran Jagodnik  | 1974 | Hemofarm Vršac      |
| 10 | Ala     | Boštjan Nachbar | 1980 | Efes Pilsen         |
| 4  | Ala     | Uroš Slokar     | 1983 | Montepaschi Siena   |
| 15 | Centro  | Primož Brezec   | 1979 | Milwaukee Bucks     |
| 14 | Centro  | Gašper Vidmar   | 1987 | Fenerbahçe Ülker    |
| 13 | Centro  | Miha Zupan      | 1982 | Trikala             |

### Tunisia
Allenatore:  Adel Tlatli
| #  | Pos     | Nome                | Anno | Squadra club    |
| -- | ------- | ------------------- | ---- | --------------- |
| 4  | Ala     | Radhouane Slimane   | 1986 | An Nasr         |
| 8  | Guardia | Marouan Kechrid     | 1981 | IR Tanger       |
| 6  | Guardia | Nizar Knioua        | 1983 | Stade Nabeulien |
| 5  | Guardia | Marouan Laghnej     | 1986 | JS Kairouan     |
| 13 | Guardia | Amine Rzig          | 1980 | El Geish        |
| 12 | Ala     | Makram Ben Romdhane | 1989 | ÉS Sahel        |
| 7  | Ala     | Naim Dhifallah      | 1982 | Egypt Assurance |
| 9  | Ala     | Mohamed Hdidane     | 1986 | Stade Nabeulien |
| 10 | Ala     | Atef Maoua          | 1981 | JS Kairouanaise |
| 14 | Centro  | Hamdi Braa          | 1986 | ÉS Sahel        |
| 11 | Centro  | Mokhtar Ghyaza      | 1986 | ES Rades        |
| 15 | Centro  | Salah Mejri         | 1986 | ÉS Sahel        |

### Stati Uniti
Allenatore:  Mike Krzyzewski
| #  | Pos     | Nome              | Anno | Squadra club           |
| -- | ------- | ----------------- | ---- | ---------------------- |
| 4  | Guardia | Chauncey Billups  | 1976 | Denver Nuggets         |
| 11 | Guardia | Stephen Curry     | 1988 | Golden State Warriors  |
| 12 | Guardia | Eric Gordon       | 1988 | Los Angeles Clippers   |
| 9  | Guardia | Andre Iguodala    | 1984 | Philadelphia 76ers     |
| 6  | Guardia | Derrick Rose      | 1988 | Chicago Bulls          |
| 7  | Guardia | Russell Westbrook | 1988 | Oklahoma City Thunder  |
| 5  | Ala     | Kevin Durant      | 1988 | Oklahoma City Thunder  |
| 8  | Ala     | Rudy Gay          | 1986 | Memphis Grizzlies      |
| 10 | Ala     | Danny Granger     | 1983 | Indiana Pacers         |
| 14 | Ala     | Lamar Odom        | 1979 | Los Angeles Lakers     |
| 13 | Ala     | Kevin Love        | 1988 | Minnesota Timberwolves |
| 15 | Centro  | Tyson Chandler    | 1982 | Dallas Mavericks       |

## Gruppo C

### Cina
Allenatore:  Bob Donewald
| #  | Pos     | Nome           | Anno | Squadra club              |
| -- | ------- | -------------- | ---- | ------------------------- |
| 4  | Guardia | Hu Xuefeng     | 1980 | Jiangsu Dragons           |
| 5  | Guardia | Liu Wei        | 1980 | Shanghai Sharks           |
| 6  | Guardia | Zhang Qingpeng | 1985 | Liaoning Dinosaurs        |
| 7  | Guardia | Wang Shipeng   | 1983 | Guangdong Southern Tigers |
| 8  | Ala     | Zhu Fangyu     | 1983 | Guangdong Southern Tigers |
| 9  | Guardia | Sun Yue        | 1985 | Beijing Olympians         |
| 10 | Ala     | Li Xiaoxu      | 1990 | Liaoning Dinosaurs        |
| 11 | Centro  | Yi Jianlian    | 1987 | Washington Wizards        |
| 12 | Ala     | Wang Lei       | 1986 | Bayi Rockets              |
| 13 | Centro  | Su Wei         | 1989 | Guangdong Southern Tigers |
| 14 | Centro  | Wang Zhizhi    | 1977 | Bayi Rockets              |
| 15 | Ala     | Du Feng        | 1981 | Guangdong Southern Tigers |

### Costa d'Avorio
Allenatore:  Randoald Dessarzin
| #  | Pos     | Nome                 | Anno | Squadra club             |
| -- | ------- | -------------------- | ---- | ------------------------ |
| 7  | Guardia | Pape-Philippe Amagou | 1985 | Kavala                   |
| 9  | Ala     | Hervé Lamizana       | 1981 | Sporting Beirut          |
| 4  | Ala     | Charles Abouo        | 1989 | Brigham Young University |
| 6  | Guardia | Issife Soumahoro     | 1988 | Strasbourg               |
| 8  | Guardia | Kinidinnin Konate    | 1980 | Abidjan                  |
| 5  | Guardia | Souleyman Diabaté    | 1987 | Dijon                    |
| 10 | Ala     | Ismaël N'Diaye       | 1982 | Lausanne                 |
| 11 | Ala     | Brice Assié          | 1983 | San Martin Corrientes    |
| 12 | Ala     | Jonathan Kalé        | 1985 | Phoenix Hagen            |
| 13 | Ala     | Éric Tapé            | 1981 | Rodez-Aveyron            |
| 14 | Guardia | Guy Edi              | 1988 | Midlands College         |
| 15 | Centro  | Mohamed Koné         | 1981 | Lagun Aro GBC            |

### Grecia
Allenatore:  Jonas Kazlauskas
| #  | Pos     | Nome                    | Anno | Squadra club      |
| -- | ------- | ----------------------- | ---- | ----------------- |
| 7  | Guardia | Vasilīs Spanoulīs       | 1982 | Olympiakos        |
| 6  | Guardia | Nikos Zīsīs             | 1983 | Montepaschi Siena |
| 8  | Guardia | Nick Calathes           | 1989 | Panathīnaïkos     |
| 13 | Guardia | Dīmītrīs Diamantidīs    | 1980 | Panathīnaïkos     |
| 11 | Ala     | Stratos Perperoglou     | 1984 | Panathīnaïkos     |
| 4  | Ala     | Kōstas Kaimakoglou      | 1983 | Panathīnaïkos     |
| 9  | Ala     | Antōnīs Fōtsīs          | 1981 | Panathīnaïkos     |
| 10 | Ala     | Giōrgos Printezīs       | 1985 | Unicaja           |
| 12 | Ala     | Kōstas Tsartsarīs       | 1979 | Panathīnaïkos     |
| 5  | Centro  | Iōannīs Mpourousīs      | 1983 | Olympiakos        |
| 15 | Centro  | Sofoklīs Schortsianitīs | 1985 | Maccabi Tel Aviv  |
| 14 | Centro  | Ian Vougioukas          | 1985 | Panathīnaïkos     |

### Porto Rico
Allenatore:  Manolo Cintrón
| #  | Pos     | Nome                  | Anno | Squadra club            |
| -- | ------- | --------------------- | ---- | ----------------------- |
| 4  | Centro  | Peter John Ramos      | 1985 | Fujian SBS Xunxing      |
| 5  | Guardia | José Barea            | 1984 | Dallas Mavericks        |
| 6  | Guardia | Filiberto Rivera      | 1982 | Gallitos de Isabela     |
| 7  | Guardia | Carlos Arroyo         | 1979 | Miami Heat              |
| 8  | Ala     | Carmelo Lee           | 1977 | Vaqueros de Bayamón     |
| 9  | Guardia | David Huertas         | 1987 | Piratas de Quebradillas |
| 10 | Guardia | Guillermo Díaz        | 1985 | Juvecaserta Basket      |
| 11 | Ala     | Nathan Peavy          | 1985 | Artland Dragons         |
| 12 | Ala     | Ángel Daniel Vassallo | 1986 | ASVEL Lyon-Villeurbanne |
| 13 | Ala     | Renaldo Balkman       | 1984 | Denver Nuggets          |
| 14 | Ala     | Ricky Sánchez         | 1987 | Cangrejeros de Santurce |
| 15 | Centro  | Daniel Santiago       | 1976 | Efes Pilsen             |

### Russia
Allenatore:  David Blatt
| #  | Pos     | Nome               | Anno | Squadra club            |
| -- | ------- | ------------------ | ---- | ----------------------- |
| 6  | Guardia | Sergej Bykov       | 1983 | CSKA Mosca              |
| 7  | Guardia | Vitalij Fridzon    | 1985 | Khimki                  |
| 13 | Guardia | Dmitrij Chvostov   | 1985 | Dinamo Mosca            |
| 5  | Guardia | Evgenij Kolesnikov | 1985 | Spartak San Pietroburgo |
| 11 | Guardia | Anton Ponkrašov    | 1986 | CSKA Mosca              |
| 14 | Guardia | Evgenij Voronov    | 1986 | Krasnye Kryl'ja Samara  |
| 10 | Ala     | Viktor Khryapa     | 1982 | CSKA Mosca              |
| 12 | Ala     | Sergej Monja       | 1983 | Dinamo Mosca            |
| 4  | Ala     | Andrej Voroncevič  | 1987 | CSKA Mosca              |
| 9  | Ala     | Aleksej Žukanenko  | 1986 | Dinamo Mosca            |
| 8  | Centro  | Saša Kaun          | 1985 | CSKA Mosca              |
| 15 | Centro  | Timofej Mozgov     | 1986 | New York Knicks         |

### Turchia
Allenatore:  Bogdan Tanjević
| #  | Pos     | Nome             | Anno | Squadra club     |
| -- | ------- | ---------------- | ---- | ---------------- |
| 4  | Guardia | Ender Arslan     | 1983 | Efes Pilsen      |
| 5  | Guardia | Sinan Güler      | 1983 | Efes Pilsen      |
| 6  | Ala     | Cevher Özer      | 1983 | Beşiktaş         |
| 7  | Guardia | Ömer Onan        | 1978 | Fenerbahçe Ülker |
| 8  | Ala     | Ersan İlyasova   | 1987 | Milwaukee Bucks  |
| 9  | Centro  | Semih Erden      | 1986 | Boston Celtics   |
| 10 | Guardia | Kerem Tunçeri    | 1979 | Efes Pilsen      |
| 11 | Ala     | Cenk Akyol       | 1987 | Air Avellino     |
| 12 | Ala     | Kerem Gönlüm     | 1977 | Efes Pilsen      |
| 13 | Centro  | Oğuz Savaş       | 1987 | Fenerbahçe Ülker |
| 14 | Centro  | Ömer Aşık        | 1986 | Chicago Bulls    |
| 15 | Ala     | Hidayet Türkoğlu | 1979 | Phoenix Suns     |

## Gruppo D

### Canada
Allenatore:  Leo Rautins
| #  | Pos     | Nome              | Anno | Squadra club               |
| -- | ------- | ----------------- | ---- | -------------------------- |
| 4  | Guardia | Jermaine Anderson | 1983 | Zenit S. Pietroburgo       |
| 6  | Guardia | Ryan Bell         | 1984 | Espoon Honka               |
| 8  | Guardia | Denham Brown      | 1983 | Barangay Ginebra Kings     |
| 10 | Guardia | Andy Rautins      | 1986 | New York Knicks            |
| 7  | Ala     | Jermaine Bucknor  | 1983 | Aix-Maurienne              |
| 11 | Ala     | Aaron Doornekamp  | 1985 | Pepsi Caserta              |
| 9  | Ala     | Olu Famutimi      | 1984 | Oyak Renault               |
| 14 | Ala     | Levon Kendall     | 1984 | Maroussi                   |
| 5  | Ala     | Kelly Olynyk      | 1991 | Gonzaga University         |
| 13 | Ala     | Jevohn Shepherd   | 1986 | GiroLive Ballers Osnabrück |
| 15 | Centro  | Joel Anthony      | 1982 | Miami Heat                 |
| 12 | Centro  | Robert Sacre      | 1989 | Gonzaga University         |

### Francia
Allenatore:  Vincent Collet
| #  | Pos     | Nome             | Anno | Squadra club               |
| -- | ------- | ---------------- | ---- | -------------------------- |
| 4  | Guardia | Andrew Albicy    | 1990 | Paris-Levallois Basket     |
| 10 | Guardia | Yannick Bokolo   | 1985 | Gravelines                 |
| 12 | Guardia | Nando de Colo    | 1987 | Power Electronics Valencia |
| 6  | Guardia | Fabien Causeur   | 1987 | Cholet                     |
| 9  | Guardia | Edwin Jackson    | 1989 | Rouen                      |
| 5  | Ala     | Nicolas Batum    | 1988 | Portland Trail Blazers     |
| 13 | Ala     | Boris Diaw       | 1982 | Charlotte Bobcats          |
| 14 | Ala     | Mickaël Gelabale | 1983 | Cholet                     |
| 7  | Ala     | Alain Koffi      | 1983 | Le Mans                    |
| 11 | Ala     | Florent Piétrus  | 1981 | Power Electronics Valencia |
| 15 | Ala     | Ali Traoré       | 1985 | Lottomatica Roma           |
| 8  | Centro  | Ian Mahinmi      | 1986 | Dallas Mavericks           |

### Libano
Allenatore:  Tab Baldwin
| #  | Pos     | Nome            | Anno | Squadra club                       |
| -- | ------- | --------------- | ---- | ---------------------------------- |
| 4  | Guardia | Jean Abdel-Nour | 1983 | Al-Riyadi                          |
| 11 | Guardia | Rodrigue Akl    | 1985 | Al-Riyadi                          |
| 9  | Guardia | Elie Stephan    | 1986 | Champville                         |
| 7  | Guardia | Rony Fahed      | 1981 | Tianjin Ronggang                   |
| 6  | Guardia | Ali Mahmoud     | 1983 | Al-Riyadi                          |
| 14 | Guardia | Ghaleb Rida     | 1981 | Champville                         |
| 15 | Ala     | Fadi el-Khatib  | 1979 | Champville                         |
| 13 | Ala     | Matt Freije     | 1981 | Mets de Guaynabo                   |
| 10 | Ala     | Ali Kanaan      | 1985 | University of Massachusetts–Lowell |
| 8  | Ala     | Elie Rustom     | 1987 | United Club Tripoli                |
| 12 | Ala     | Ali Fakhredine  | 1983 | Al-Riyadi                          |
| 5  | Centro  | Jackson Vroman  | 1981 | Mahram                             |

### Lituania
Allenatore:  Kęstutis Kemzūra
| #  | Pos     | Nome                     | Anno | Squadra club               |
| -- | ------- | ------------------------ | ---- | -------------------------- |
| 5  | Guardia | Mantas Kalnietis         | 1986 | Žalgiris                   |
| 8  | Guardia | Martynas Gecevičius      | 1988 | Lietuvos Rytas             |
| 9  | Guardia | Tomas Delininkaitis      | 1981 | PAOK Salonicco             |
| 7  | Guardia | Martynas Pocius          | 1986 | Žalgiris                   |
| 4  | Guardia | Renaldas Seibutis        | 1985 | Bizkaia Bilbao Basket      |
| 10 | Ala     | Simas Jasaitis           | 1982 | Galatasaray Café Crown     |
| 6  | Ala     | Jonas Mačiulis           | 1985 | AJ Milano                  |
| 11 | Ala     | Linas Kleiza             | 1985 | Toronto Raptors            |
| 13 | Ala     | Paulius Jankūnas         | 1984 | Khimki                     |
| 12 | Ala     | Tadas Klimavičius        | 1982 | Žalgiris                   |
| 14 | Centro  | Martynas Andriuškevičius | 1986 | Meridiano Alicante         |
| 15 | Centro  | Robertas Javtokas        | 1980 | Power Electronics Valencia |

### Nuova Zelanda
Allenatore:  Nenad Vučinić
| #  | Pos     | Nome               | Anno | Squadra club         |
| -- | ------- | ------------------ | ---- | -------------------- |
| 5  | Guardia | Michael Fitchett   | 1982 | Nelson Giants        |
| 6  | Guardia | Kirk Penney        | 1980 | NZ Breakers          |
| 4  | Guardia | Lindsay Tait       | 1982 | Wellington Saints    |
| 12 | Ala     | Thomas Abercrombie | 1987 | NZ Breakers          |
| 10 | Ala     | B.J. Anthony       | 1988 | North Harbour Heat   |
| 14 | Ala     | Craig Bradshaw     | 1983 | Gold Coast Blaze     |
| 11 | Ala     | Pero Cameron       | 1974 | Gold Coast Blaze     |
| 13 | Ala     | Casey Frank        | 1977 | Wellington Saints    |
| 9  | Guardia | Jeremy Kench       | 1984 | Christchurch Cougars |
| 8  | Ala     | Phill Jones        | 1974 | Cairns Taipans       |
| 7  | Ala     | Mika Vukona        | 1982 | NZ Breakers          |
| 15 | Centro  | Alex Pledger       | 1987 | NZ Breakers          |

### Spagna
Allenatore:  Sergio Scariolo
| #  | Pos     | Nome                  | Anno | Squadra club               |
| -- | ------- | --------------------- | ---- | -------------------------- |
| 4  | Ala     | Fernando San Emeterio | 1984 | Caja Laboral               |
| 5  | Guardia | Rudy Fernández        | 1985 | Portland Trail Blazers     |
| 6  | Guardia | Ricky Rubio           | 1990 | Regal FC Barcelona         |
| 7  | Guardia | Juan Carlos Navarro   | 1980 | Regal FC Barcelona         |
| 8  | Guardia | Raül López            | 1981 | Chimki BC                  |
| 9  | Centro  | Felipe Reyes          | 1980 | Real Madrid                |
| 10 | Ala     | Víctor Claver         | 1988 | Power Electronics Valencia |
| 11 | Centro  | Fran Vázquez          | 1983 | Regal FC Barcelona         |
| 12 | Guardia | Sergio Llull          | 1987 | Real Madrid                |
| 13 | Centro  | Marc Gasol            | 1985 | Memphis Grizzlies          |
| 14 | Ala     | Álex Mumbrú           | 1979 | Bizkaia Bilbao Basket      |
| 15 | Ala     | Jorge Garbajosa       | 1977 | Real Madrid                |